# Daniel Marano
Daniel Marano, nome artístico de Daniel Marano da Fonseca Mascarenhas (Araruama, 27 de outubro de 1990)  é um ator, professor, historiador e escritor brasileiro. Foi indicado ao Prêmio FITA por sua atuação na peça A Tropa (2016).

## Carreira
Mudou-se para a cidade do Rio de Janeiro, aos 17 anos. Desde então realiza pesquisa e preservação da memória teatral e cinematográfica brasileira, sendo curador da Coleção Marcelo Del Cima. 
É graduado e pós-graduado pela Casa das Artes de Laranjeiras (CAL), onde atualmente leciona História do Teatro Brasileiro.
Foi um dos responsáveis pela pesquisa, além de depoimentos, da série documental Companhias do Teatro Brasileiro, do canal Curta!. 
De 2016 a 2024 integrou o elenco da peça A Tropa, no papel de João Baptista, de Gustavo Pinheiro, com Otávio Augusto, Alexandre Menezes, Alexandre Galindo e André Rosa.

## Teatro
| Ano       | Título           | Autoria          | Direção        |
| --------- | ---------------- | ---------------- | -------------- |
| 2016-2025 | A Tropa          | Gustavo Pinheiro | Cesar Augusto  |
| 2024      | Álbum de Família | Nelson Rodrigues | Jorge Farjalla |

## Televisão
| Ano  | Título                          | Papel     | Notas                         |
| ---- | ------------------------------- | --------- | ----------------------------- |
| 2011 | Vídeo Show                      | Ele mesmo | Quadro: "Memória Globo"       |
| 2023 | Companhias do Teatro Brasileiro | Ele mesmo | 5 episódios; além de pesquisa |

## Obras
- Linha do Tempo do Teatro Brasileiro (2017, 1.edª, Arte Ensaio)

## Prêmios e indicações
| Ano  | Premiação   | Categoria               | Trabalho | Resultado | Ref.  |
| ---- | ----------- | ----------------------- | -------- | --------- | ----- |
| 2016 | Prêmio FITA | Melhor Ator Coadjuvante | A Tropa  | Indicado  | [ 7 ] |